# Elecciones generales de Quebec de 2003
Las elecciones generales quebequesas de 2003 se celebraron el 14 de abril de 2003 con el fin de elegir los diputados de la 37a  legislatura de la Asamblea Nacional de Quebec. El Partido Liberal de Quebec (PLQ) dirigido por Jean Charest ganó las elecciones frente al Partido Quebequés (PQ), que lideraba el ejecutivo hasta entonces con Bernard Landry. 

## Contexto
En 2002, el Partido Quebequés está al poder desde hace dos mandatos. Una parte de su electorado se dirigió hacia la Acción Democrática de Quebec (ADQ) y su joven jefe Mario Dumont. Algunos partidarios del PQ votaron por el Partido liberal.
Bernard Landry, primer ministro y jefe del PQ, emprendió la revitalización del partido y de su imagen. A medida que la naturaleza conservadora de la plataforma de la ADQ resultaba más aparente, la popularidad de este partido comenzó a bajar. Las medidas socialdemócratas adoptadas por el ejecutivo del PQ, como la adopción de la Ley contra la pobreza, ayudaron a mejorar los resultados del partido en las encuestas. Jean Charest, jefe del Partido Liberal, continuó siendo impopular. Estos factores ayudaron al PQ a recuperar el apoyo de varios votantes al principio del año 2003 para retomar la primera posición en las encuestas.
La elección se desarrolló mientras ocurría la guerra en Irak. Las debates respecto a esta guerra tuvieron lugar durante la primera mitad de la campaña, acaparando la atención de los medios de comunicación y de la población. Landry llevaba la cinta blanca, llevada en 2003 por los quebequeses que reclamaban la paz. Esta costumbre fue adoptada enseguida por los otros dos jefes de partido, Charest y Dumont. Landry era el más crítico respecto a la guerra, mientras los otros dos eran más discretos. Dumont criticó también a Landry, que dijo que los quebequeses no tendrían que criticar a los estadounidenses de manera demasiado dura porque los estadounidenses eran amigos históricos de los quebequeses.
El PQ concentró su mensaje no sobre la independencia de Quebec sino sobre la estabilidad. Su eslogan electoral, «Quedamos fuertes», reflejaba de otro lado este aspecto. Landry intentó igualmente describir la elección como una elección entre el Partido Quebequés, de izquierda, y los «dos partidos derechistas». El PLQ se presentó como un partido del centro; produjo publicidades dinámicas y confeccionó un nuevo logo. La ADQ negó ser demasiado derechista.
A pesar del ascenso del PQ en los sondeos, Charest aparece como una alternativa viable para la gente que deseaba el cambio, sobre todo durante el debate de los jefes. El avance del PQ desapareció en medio de la campaña electoral.
El Partido Liberal llegó al poder, mientras que el Partido Quebequés logró un número respetable de escaños. La Acción Democrática pudo elegir cuatro diputados, una mejora en comparación a las elecciones precedentes; fue de todas maneras una decepción para el partido, dado que tenía cinco diputados antes de las elecciones generales.
Fue la única elección general en la cual participó el partido de izquierda Unión de las Fuerzas Progresistas, que reagrupaba a 3 partidos de las elecciones generales de 1998. Éste reagruparía luego un partido además para formar Québec solidaire en las elecciones generales de 2007.

## Fechas importantes
- 12 de marzo de 2003 : debate.
- 14 de abril de 2003 : escrutinio.
- 4 de junio de 2003 : abertura de la sesión.

## Sondeos

Intenciones de voto en Quebec desde las elecciones generales precedentes.

Intenciones de voto en Quebec dos meses antes de las elecciones generales precedentes.